# Thutmose (syn Amenhotepa III.)

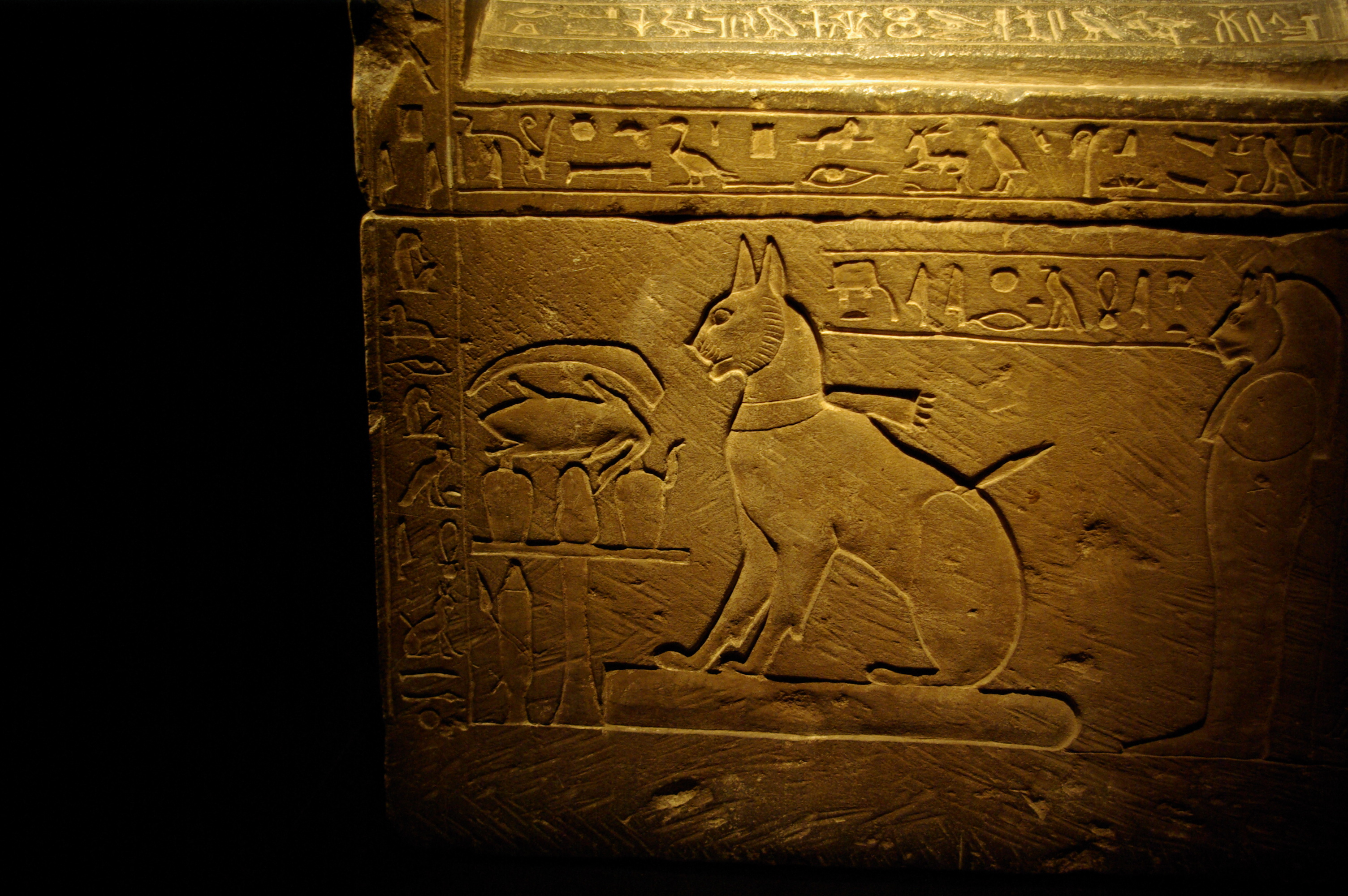
Sarkofág kočky prince Thutmose, Ta-miu

Thutmose byl nejstarším synem Amenhotepa III., panovníka 18. dynastie. Jako nejstarší syn byl zároveň i korunním princem, dědicem a následníkem trůnu jako Thutmose V., jímž se však nikdy nestal. Před třicátým rokem vlády svého otce (před rokem 1358 př. n. l.) mizí ze záznamů a předpokládá se, že zemřel. Tato událost zapříčinila změnu následnictví, korunním princem a následníkem trůnu se stal jeho mladší bratr Amenhotep, který však původně nebyl k této pozici vychováván.

## Thutmosův život
Thutmose sloužil jako Ptahův kněz ve městě Mennofer. Jeho plná titulatura (jak je uvedená na sarkofágu jeho kočky Ta-miu) zněla Korunní princ, Dozorce kněží z Horního a Dolního Egypta, velekněz Ptaha v Memphisu a Sm-kněz (Ptaha).

## Nálezy zmiňující Thutmose
Sarkofág kočky prince Thutmose jednoznačně prokázal, že se jednalo o nejstaršího syna Amenhotepa III., neboť je na něm uveden jeho tehdejší titul korunního prince. Thutmosovu existenci dále dokládá sedm párů vápencových a keramických váz uložených v Louvru. V Louvru se také nachází břidlicová soška Thutmose jako mlynáře, zatímco břidlicová soška Thutmose coby mumie se nachází v Berlíně. Thutmose je nejlépe znám z vápencového sarkofágu své kočky Ta-miu, který se nyní nachází v káhirském muzeu. Na břidlicové sošce Thutmose je na třech stranách napsáno: (vpravo) ... králův syn sem-kněz Džehutimes; (vlevo) Jsem služebník tohoto ušlechtilého boha, jeho mlynář, (vpředu) Kadidlo pro devatero ze západní nekropole.